# Cold Lake Provincial Park
Cold Lake Provincial Park är en park i Kanada.   Den ligger i provinsen Alberta, i den centrala delen av landet, 2 600 km väster om huvudstaden Ottawa. Cold Lake Provincial Park ligger 555 meter över havet. Arean är 62 kvadratkilometer.
Terrängen runt Cold Lake Provincial Park är platt. Trakten runt Cold Lake Provincial Park är nära nog obefolkad, med mindre än två invånare per kvadratkilometer.. Närmaste större samhälle är Cold Lake, 4,1 km väster om Cold Lake Provincial Park. 